# 束状棘口吸虫
束状棘口吸虫（学名：Echinostoma sarcinum）为棘口科棘口属的动物。分布于俄罗斯、中亚细亚、欧洲以及中国大陆的河北白洋淀等地，营寄生生活，鹤鹭、白骨顶以及寄生于小肠。

## 外部連結
- 寄生蟲學-Nematoda(線蟲)-Echinostoma spp.(棘口吸蟲) （页面存档备份，存于）